# Zahrádka (district de Plzeň-Nord)
Pour les articles homonymes, voir Zahrádka.
Zahrádka (en allemand : Sachradka) est une commune du district de Plzeň-Nord, dans la région de Plzeň, en République tchèque. Sa population s'élevait à 146 habitants en 2022.

## Géographie
Zahrádka se trouve à 20 km au nord-ouest du centre de Plzeň et à 91 km à l'ouest-sud-ouest de Prague.
La commune est limitée par Nečtiny au nord, par Horní Bělá au nord-est, par Nekmíř à l'est, par Kunějovice et Všeruby au sud, et par Úněšov à l'ouest.

## Histoire
La première mention écrite de la localité date de 1379.

## Administration
La commune se compose de trois sections :
- Hůrky
- Mostice
- Zahrádka

## Transports
Par la route, Zahrádka se trouve à 22 km de Plzeň et à 115 km de Prague. 